# Maria Lourdes Sereno
Maria Lourdes Aranal-Sereno (née Maria Lourdes Punzalan Aranal le 2 juillet 1960) est une avocate et juge philippine qui a été de facto juge en chef de la Cour suprême des Philippines de 2012 à 2018.
Nommée juge associée par le président Benigno Aquino III en août 2010, elle est la deuxième plus jeune juge (à l'âge de 52 ans) à occuper le poste de juge en chef en août 2012. Elle est la première femme à atteindre le sommet du pouvoir judiciaire dans un État souverain d’Asie du Sud-Est.
Elle est démise de ses fonctions par une décision de la Cour suprême, rendant de jure nulle et non avenue sa nomination au poste de juge en chef. Sereno avait été critiquée par l'administration du président Rodrigo Duterte pour avoir contesté sa guerre contre la drogue aux Philippines, si bien que sa destitution a été vue comme politiquement motivée,,,,.

## Enfance et éducation
Sereno est né le 2 juillet 1960 à Manille. Son père Margarito Aranal vient de Siasi, et sa mère Soledad Punzalan, enseignante dans une école publique, de Bay.
Sereno est diplômé salutatorian de l'école primaire de Kamuning en 1972 et avec distinction du lycée de Quezon City en 1976.
Une bourse lui a permis de rentrer à l'université Ateneo de Manila, où elle avait la possibilité de suivre des cours de sciences politiques ou d'économie. Elle opte pour le baccalauréat ès arts en économie, qu'elle obtient en 1980. Elle obtient ensuite un baccalauréat de droit de la faculté de droit de l'université des Philippines Diliman (UP Diliman) en 1984, obtenant son diplôme avec distinction et major de promotion ; elle passe l'examen du barreau cette année-là. Elle commence à pratiquer le droit l'année suivante.
Elle obtient une maîtrise ès arts en économie en 1992 de la faculté d'économie de l'UP Diliman, puis une maîtrise de droit de la faculté de droit de l'université du Michigan en 1993.
Elle est une ancienne membre de l'UP Portia Sorority.

## Carrière

### Avant la Cour suprême
Sereno commence sa carrière en tant qu'associée junior du cabinet d'avocats Sycip Salazar Feliciano et Hernandez.
À 38 ans, elle est nommée conseillère juridique au Secrétariat de l'organe d'appel de l'Organisation mondiale du commerce à Genève.
Elle était la seule femme membre de la commission préparatoire sur la réforme constitutionnelle de 1999, dont elle dirigeait le comité directeur. La même année, avec le juge Jose Campos, la commissaire Haydee Yorac et d'autres professeurs de l'UP College of Law, elle cofonde Accesslaw, une société qui commercialise le premier système de recherche électronique annoté en droit philippin.
Elle a également été conseillère juridique auprès de divers bureaux gouvernementaux, notamment le Bureau du Président, le Bureau du solliciteur général, l'Autorité de l'aéroport international de Manille et le ministère du Commerce et de l'Industrie . Elle dirigeait auparavant le bureau de la Division de l'information et du public de l'UP Law Complex. Elle a également été chargée de cours à l'Académie de droit international de La Haye.
Lors de sa nomination à la Cour suprême en 2010, Sereno était directrice exécutive de l'Asian Institute of Management Policy Center. Elle a également été présidente d'Accesslaw Inc., a enseigné à la Faculté de droit de l'UP Diliman pendant 19 ans et a été consultante auprès des Nations Unies, de la Banque mondiale et de l'Agence américaine pour le développement international.
Sereno a été conseillère avec le juge Florentino Feliciano dans l'affaire Fraport à Singapour, procès que la République des Philippines a gagné.

### Cour suprême des Philippines

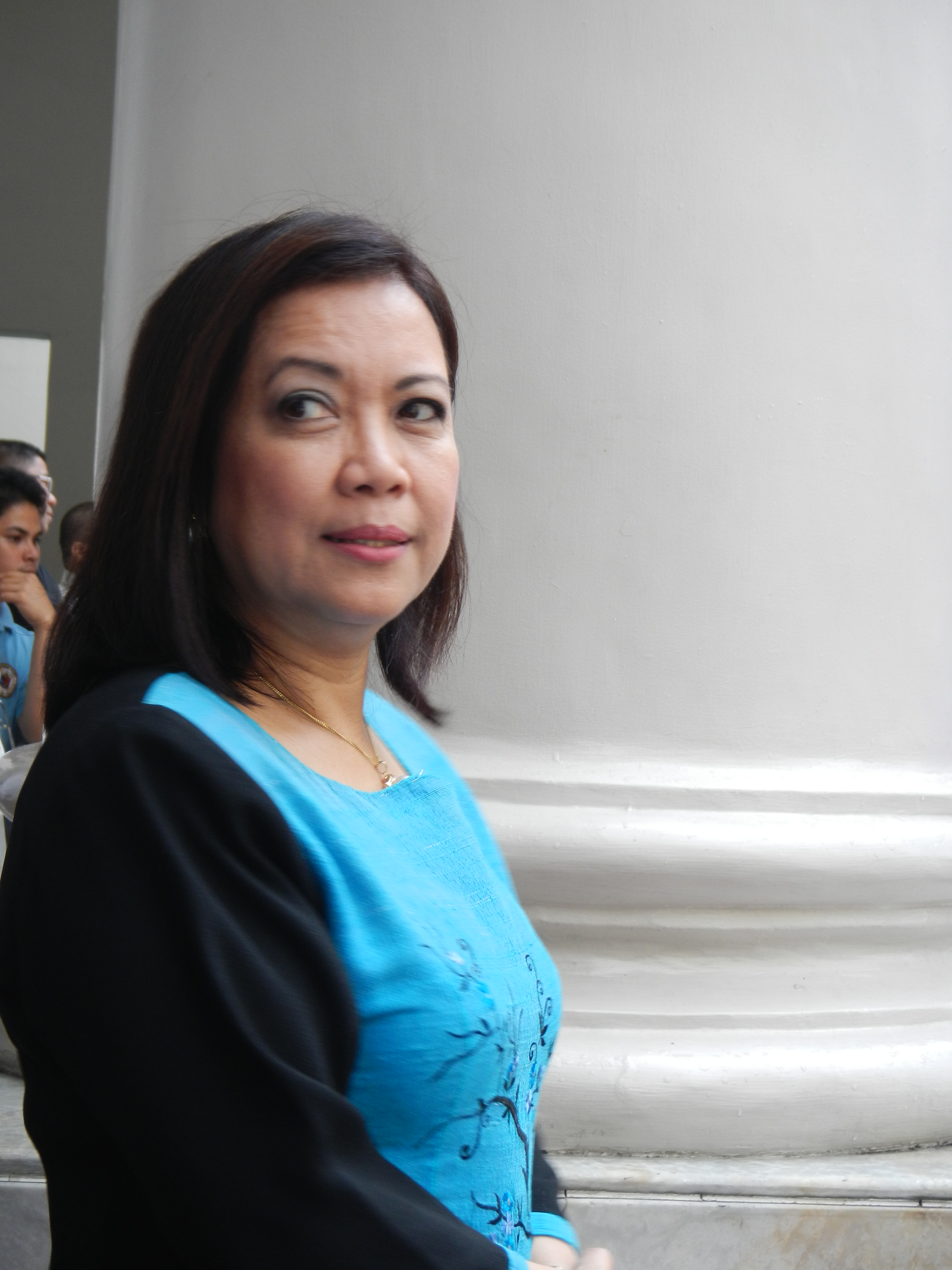
Sereno aux funérailles d'Andres Narvasa en 2013

#### Juge associé (2010-2012)
En août 2010, Sereno a été nommé juge associé de la Cour suprême des Philippines, son 169e membre et le premier nommé par le président Benigno Aquino III. Sereno est la 13e femme nommée juge à la Cour suprême, et la plus jeune depuis Manuel Moran en 1945, avant que Marvic Leonen ne soit nommée à l'âge de 49 ans en 2012.

#### Juge en chef (2012-2018)
Le 24 août 2012, le président Aquino annonce la nomination de Sereno au poste de nouveau juge en chef de la Cour suprême, en remplacement de Renato Corona, qui a été démis de ses fonctions en mai 2012 après avoir été reconnu coupable lors d'un procès en destitution.
Durant son mandat, Sereno vote à plusieurs reprises contre les propositions du président Rodrigo Duterte, comme celle de déclarer la loi martiale et d'enterrer Ferdinand Marcos dans un cimetière réservé aux héros nationaux. Sereno prend également position contre la guerre contre la drogue aux Philippines en appelant à une procédure régulière pour les personnes incluses sur la « liste de surveillance » de Duterte, une liste de personnes soupçonnées d'être impliquées dans le commerce illégal de drogues.
Dans un discours public télévisé en avril 2018, Duterte s'est adressé ainsi à Sereno : « Je vous préviens donc que je suis désormais votre ennemi. Et vous devez quitter la Cour suprême » , après que Sereno l'ait accusé d'interférer avec la justice.

##### Destitution

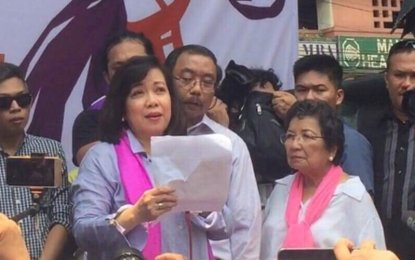
Sereno s'adressant à ses partisans après qu'une décision ait été prise sur la requête en quo warranto déposée contre elle le 11 mai 2018.

Le 30 août 2017, au moins 25 membres de la Chambre des représentants entament une procédure en destitution contre Sereno. En outre, le solliciteur général José Calida dépose un quo warranto pour invalider sa nomination au poste de juge en chef en raison d'un prétendu manque d'intégrité. La procédure de mise en accusation et le quo warranto citent des erreurs présumées de Sereno dans la déclaration de son patrimoine, ainsi que de fausses déclarations fiscales et des dépenses non autorisées. Sereno conteste le quo warranto, affirmant qu'elle ne pouvait être légalement destituée que par une mise en accusation.
Après le début de la procédure de destitution, Sereno se met en retrait pour une durée indéterminée le 1er mars 2018, mais sans démissionner. Elle revient peu de temps après que le reste de la Cour suprême ait pris une décision sur le quo warranto. Les juges de la Cour suprême votent en faveur de la destitution de Sereno le 11 mai 2018, par un vote de 8 voix contre 6. Sereno dépose une demande de réexamen, mais la Cour la rejette pour manque de fondement le 19 juin 2018, confirmant de nouveau la décision du quo warranto par 8 voix contre 6. La décision indique également qu'aucune autre plaidoirie ne sera prise en compte et qu'une ordonnance d'entrée immédiate du jugement sera prononcée.
Le juge Antonio Carpio assume le poste de juge en chef à titre intérimaire à partir du 14 mai 2018, à la suite de la destitution de Sereno. À la suite de l'affaire, Sereno n'est plus officiellement considérée comme la 24e juge en chef des Philippines de jure, mais seulement de facto, le tribunal ayant jugé que sa nomination n'avait jamais été légale mais nulle et non avenue ab initio,,,.

## Vie privée
Maria Lourdes Sereno est mariée à Mario Jose E. Sereno. Ils ont deux enfants, Maria Sophia et José Lorenzo.

## Prix
- Lauréate en droit, The Outstanding Women in the Nation's Service (TOWNS), 1998[12].